# النيران مصير (فلم)
النيران مصير  (بالإنجليزية: Fires of Fate (1932 film)) هو فيلم مغامرة تم إنتاجه في المملكة المتحدة وصدر في سنة 1932.

## روابط خارجية
- مقالات تستعمل روابط فنية بلا صلة مع ويكي بيانات